# Бенце Пулаі
Бенце Пулаі (угор. Bence Pulai, 27 жовтня 1991) — угорський плавець.
Учасник Олімпійських Ігор 2012, 2016 років.
Призер Чемпіонату Європи з водних видів спорту 2014 року.